# Museo de la Cárcel Real
El Museo de la Cárcel Real es una entidad museística de la localidad española de Coria, en la provincia de Cáceres. Su colección reúne elementos y utensilios prehistóricos, romanos y visigodos, hallados en el término municipal. Igualmente, se dedica una parte del museo a la etnografía local y a la fiesta taurina de los sanjuanes.

## Descripción del edificio
Este edificio penitenciario de carácter civil y estilo barroco fue construido por el arquitecto Alonso Hernández de Garrovillas, en 1686.
Presenta planta rectangular dividida en dos pisos. En la planta baja se ubica el zaguán de entrada, la sala de audiencias y de carceleros, más dos celdas fuertes, una de comunes y otras dos de castigo. Por su parte, en la planta alta se hallaban: la sala del alcaide, la cocina, dos celdas fuertes, una celda noble y otra de comunes. Se mantuvo en funcionamiento como penitenciaría hasta 1981.

## Descripción del Museo
El Museo de Historia, Arqueología y Etnografía tiene su sede en la antigua Cárcel Real de la localidad extremeña de Coria. Fue inaugurado en 1999. En su colección tienen un papel importante los fondos arqueológicos, con piezas prehistóricas, romanas y visigodas.
En la planta superior se ubica una exposición de etnografía local, destacando la fiesta taurina de los sanjuanes. 
En 2014 alcanzó los 18 522 visitantes anuales.